# 第2次ナルヴィク海戦

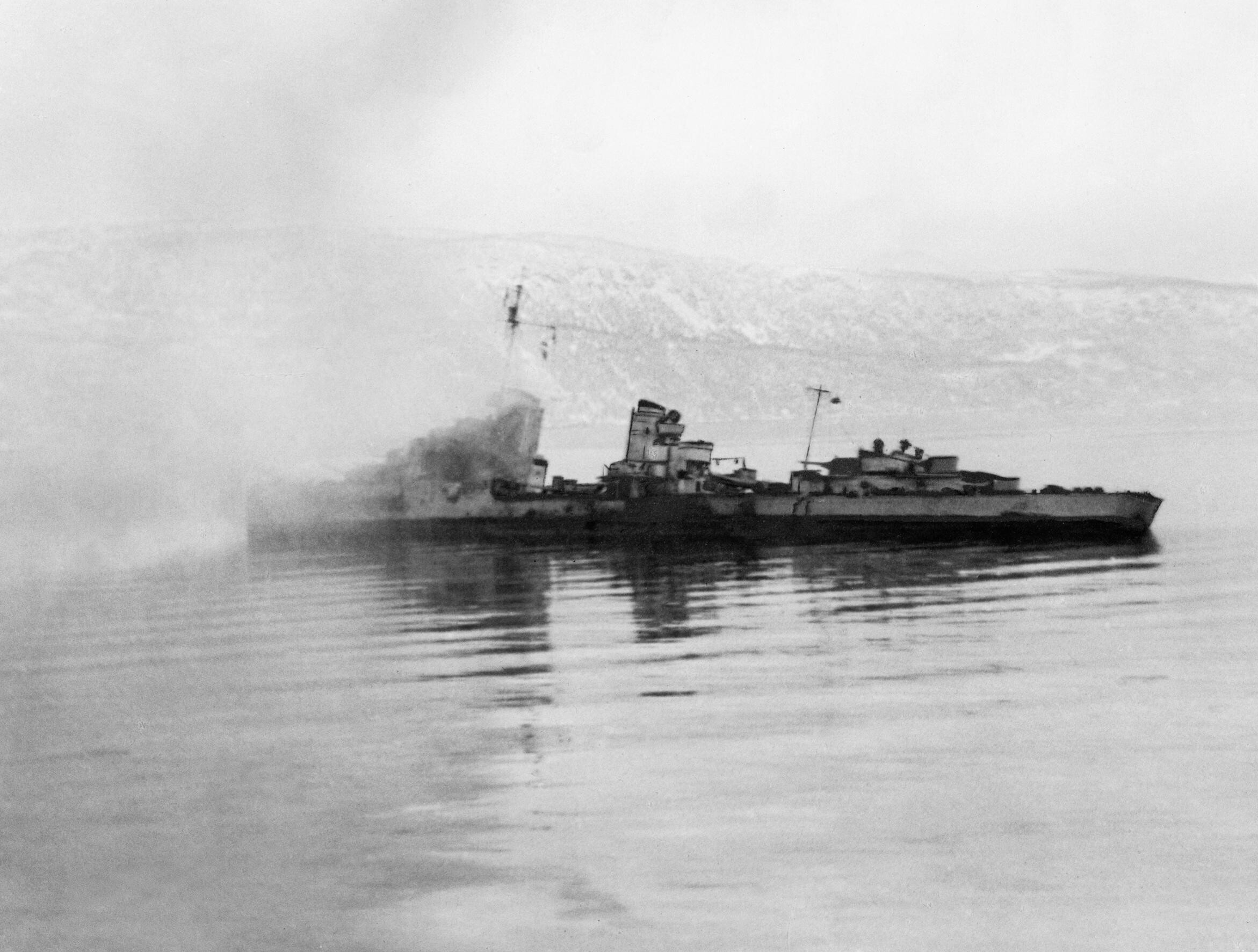
損傷して交戦中のドイツ駆逐艦

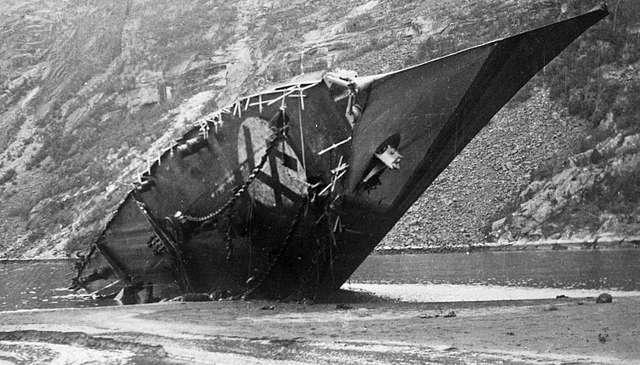
戦没したZ11ベルント・フォン・アルニムの艦首

第2次ナルヴィク海戦（だい2じナルヴィクかいせん）は、第二次世界大戦中の海戦の一つ。ナルヴィクのあるノルウェーのオフォト・フィヨルドで、戦艦ウォースパイトを中心とするイギリス艦隊がドイツ軍ナルヴィク攻略部隊の駆逐艦を攻撃し、全滅させた。

## 背景
1940年4月、ドイツ軍はヴェーザー演習作戦を発動し、ナルヴィク攻略部隊はボンテ代将が指揮する3個駆逐隊の駆逐艦計10隻（ヴィルヘルム・ハイドカンプ、アントン・シュミット、ディーター・フォン・レーダー、ハンス・リューデマン、ヘルマン・キュンネ、ヴォルフガング・ツェンカー、エーリッヒ・ケルナー、エーリッヒ・ギーゼ、ゲオルク・ティーレ、ベルント・フォン・アルニム）に、エデュアルド・ディートル少将の第3山岳兵師団第139連隊を分乗させ、4月9日未明にオフォト・フィヨルドに侵入し、ノルウェー海軍の海防戦艦2隻を撃沈し、陸兵を上陸させてナルヴィクを占領した。
10日未明、イギリス海軍の駆逐艦5隻がオフォト・フィヨルドに侵入しドイツ駆逐艦に奇襲攻撃をかけた。この第1次ナルヴィク海戦でイギリス側は駆逐艦2隻が沈没し、3隻は脱出したが1隻は大破だった。
ドイツ側は、ボンテ代将が戦死したので最先任のバイ中佐が残存艦の指揮をとることになったが、彼が4月10日午後に海軍総司令部に報告した状況は以下のとおりであった。
| 艦名                         | 損傷状況                                                                                       |
| ---------------------------- | ---------------------------------------------------------------------------------------------- |
| ヴィルヘルム・ハイドカンプ   | 沈みつつある。81名戦死。                                                                       |
| ディーター・フォン・レーダー | 被弾5。不動。前部砲は動作可能。浮上砲台としては使用可能。未給油。13名戦死。                    |
| アントン・シュミット         | 沈没。15名戦死。                                                                               |
| ヘルマン・キュンネ           | 未損傷。未給油。                                                                               |
| ハンス・リューデマン         | 被弾2。砲1門破壊。船尾弾薬庫浸水。未給油。2名戦死。                                            |
| ゲオルク・ティーレ           | 被弾7。船体と機関に重大損傷。砲2門と火器管制システムは修復不能。弾薬庫浸水。未給油。13名戦死。 |
| ベルント・フォン・アルニム   | 被弾5。船体の損傷とボイラー1基使えないため航海に耐えず。給油済。52名戦死。                     |
| ヴォルフガング・ツェンカー   | 未損傷。未給油。                                                                               |
| エーリッヒ・ギーゼ           | 未損傷。未給油。                                                                               |
| エーリッヒ・ケルナー         | 未損傷。未給油。                                                                               |

不幸中の幸いといえば、油槽船のヤン・ヴェレンは無事に生き残ったので、前日と同じようにスローペースでの給油は可能であった。4月10日夕刻に給油が終了するのは、ヴォルフガング・ツェンカーとエーリッヒ・ギーゼの2隻の見込みであった。しかし、残存駆逐艦はいずれも、弾薬も不足していたが、この補給のめどは立っていなかった。

## 海戦前
当時、ドイツ海軍の駆逐艦は、ナルヴィクにいた10隻を含めても全部で22隻だったので、バイ中佐の報告に、海軍西部司令部は衝撃を受けた。そこで、現地の指揮官に裁量を委ねるのが通例であったが、西部司令部は、4月10日17時20分に、バイ中佐に給油済のヴォルフガング・ツェンカーとエーリッヒ・ギーゼとともに、その夜脱出して、ドイツへ向かうよう指令した。2隻の駆逐艦は、20時40分にナルヴィク港を出て、オフォト・フィヨルドからベスト・フィヨルドを南へ進み始めたが、3隻の艦影を約7000メートルの距離で発見し、そのうち1隻は巡洋艦と判定した。このため、バイ中佐は、脱出をあきらめ、2隻の駆逐艦はナルヴィクへ引き返した。
4月12日午後、空母フューリアスから発進した爆装のソードフィッシュ9機がフィヨルド内のドイツ艦船攻撃をおこなったが、戦果なしで2機損失、1機着艦時大破だった。イギリス側では、少なくとも２−３隻のUボートがいるであろうと推測していたので、回避行動もままならないオフォト・フィヨルドに戦艦を投入するには慎重意見もあったが、戦艦ウォースパイトを投入することになり、巡洋戦艦レナウン座乗のウィリアム・J・ホイットワース中将は、13日2時に司令部を戦艦ウォースパイトに移した。レナウンはレパルスと共に30ノット近く出せる2隻しかいない巡洋戦艦で貴重であり、投入はしないことになった。
一方、ドイツ海軍情報部は、無線傍受により、戦艦を含むイギリス艦隊が13日に侵攻してくる見込みであることを12日にバイ中佐に連絡した。
4月13日7時30分、イギリス艦隊（戦艦ウォースパイト、駆逐艦ベドウィン、コサック、エスキモー、パンジャビ、ヒーロー、イカラス、キンバリー、フォレスター、フォックスハウンド）はオフォト・フィヨルドへの入り口のあるヴェスト・フィヨルドに集結し、フィヨルド内へ侵入を開始した。11時52分、オフォト・フィヨルド入り口のバロイ島の西8kmの地点で、戦艦ウォースパイトはソードフィッシュを発進させ偵察に向かわせた。ソードフィッシュはフィヨルド内を偵察してドイツ駆逐艦の位置を報告した。また、停泊中のUボートを発見して攻撃した。このUボートはU-64で、爆弾の命中により沈没した。

## 戦闘経過

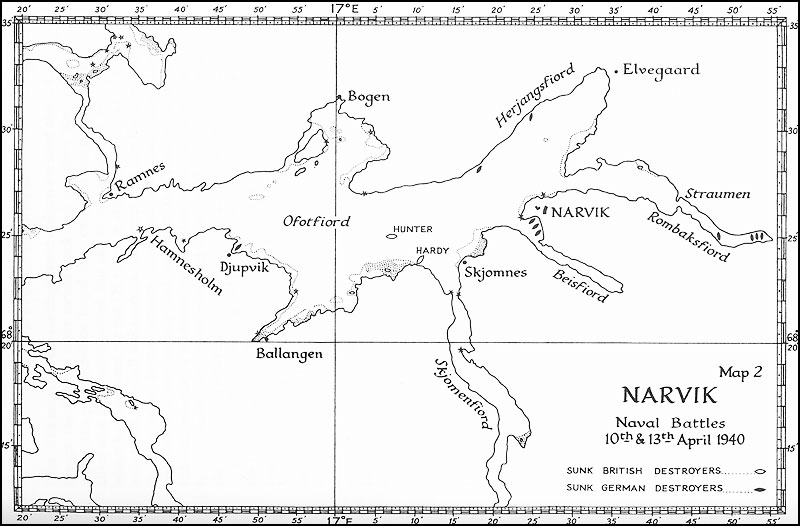
第1次ナルヴィク海戦と第2次ナルヴィク海戦での沈没艦の位置

12時34分、ドイツ駆逐艦ヘルマン・キュンネがイギリス艦隊を発見した。ヘルマン・キュンネはフィヨルドの奥へ後退しつつイギリスの駆逐艦と交戦した。ヘルマン・キュンネからの警報を受けてナルヴィク港から駆逐艦ハンス・リューデマン、ヴォルフガング・ツェンカー、ベルント・フォン・アルニムの3隻が出港し、イギリス艦隊との戦闘が開始された。だが、両軍とも命中弾を得られなかった。
13時12分、デュプヴィク湾の場所まで侵入したイギリスの駆逐艦ベドウィンとエスキモーはそこにいたドイツの駆逐艦エーリッヒ・ケルナーを攻撃した。第1次ナルヴィク海戦後に座礁して損傷していたエーリッヒ・ケルナーはそこでイギリス艦隊を待ち伏せしようとしていたが、すでにソードフィッシュによって発見されていた。集中攻撃を受けたエーリッヒ・ケルナーは最後は戦艦ウォースパイトの砲撃で撃沈された。
ドイツ側は駆逐艦ゲオルク・ティーレが加わり戦闘が続いた。13時50分、ドイツ側の指揮官エリッヒ・バイ中佐はロンバクス・フィヨルドへの後退を命じた。だが、駆逐艦エスキモーに追跡された駆逐艦ヘルマン・キュンネはヘルヤングス・フィヨルドのほうへ退却し、トロユドヴィクで海岸に乗り上げた。ヘルマン・キュンネは最終的に駆逐艦エスキモーの魚雷で破壊された。また、これまでの戦闘で駆逐艦ハンジャビも多数の命中弾を受け一時的に航行不能となった。
この時になってようやく駆逐艦エーリッヒ・ギーゼが出港してきたが、イギリス艦隊の集中攻撃を受けて撃沈された。また、第1次ナルヴィク海戦で受けた損傷で航行不能となり、ナルヴィク港で停泊していた駆逐艦ディーター・フォン・レーダーも駆逐艦コサック、フォックスハウンド、キンバリーとの交戦で大破炎上し乗員によって爆破されたが、イギリス側も駆逐艦コサックが大きな被害を受け、海岸に乗り上げた。
イギリス艦隊はドイツ駆逐艦を追撃してロンバクフ・フィヨルドへと進入していった。駆逐艦ゲオルク・ティーレの発射した魚雷の内1本が駆逐艦エスキモーに命中し大破させたが、最終的にドイツ駆逐艦は4隻とも自沈した。

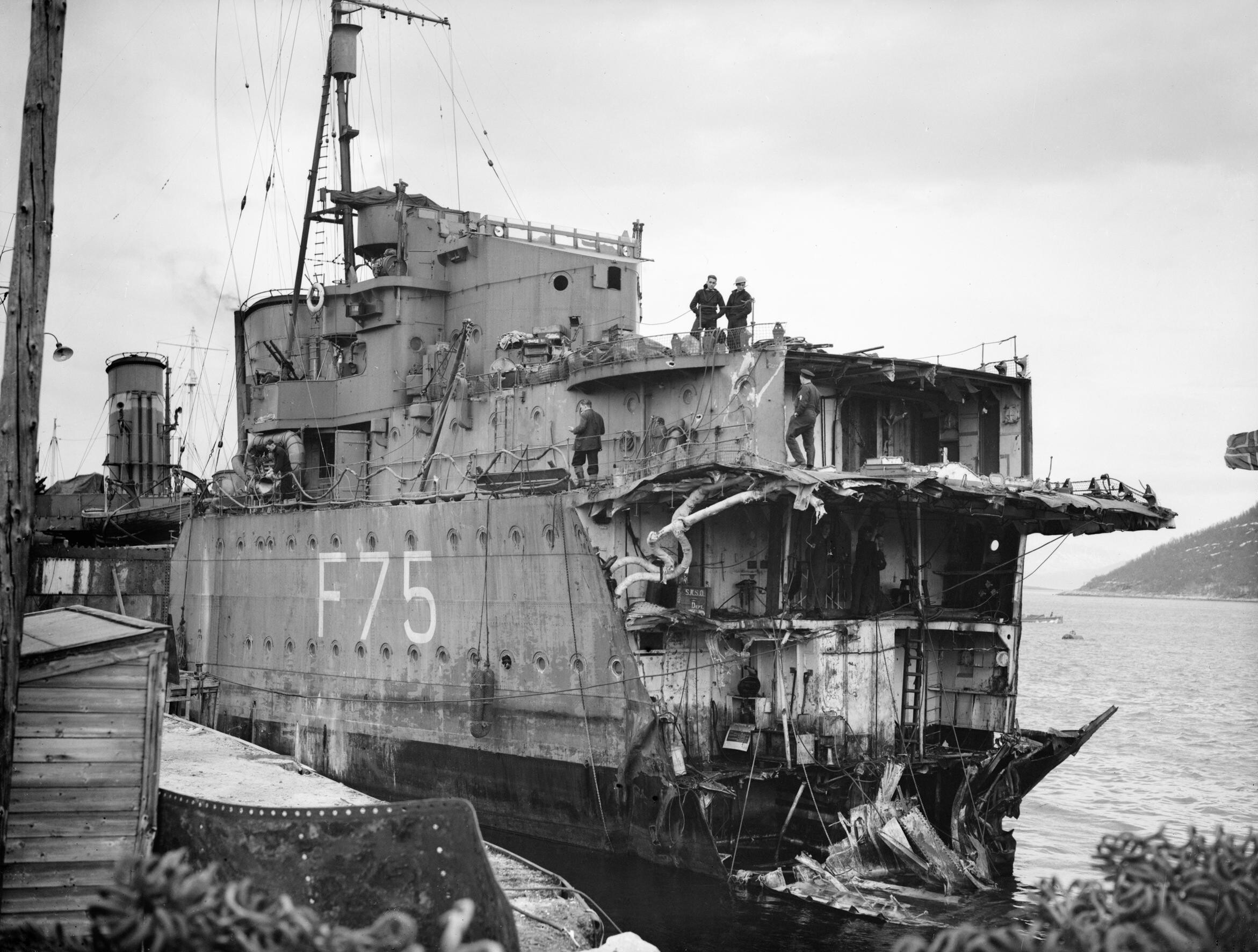
艦首を失ったイギリスの駆逐艦エスキモー。

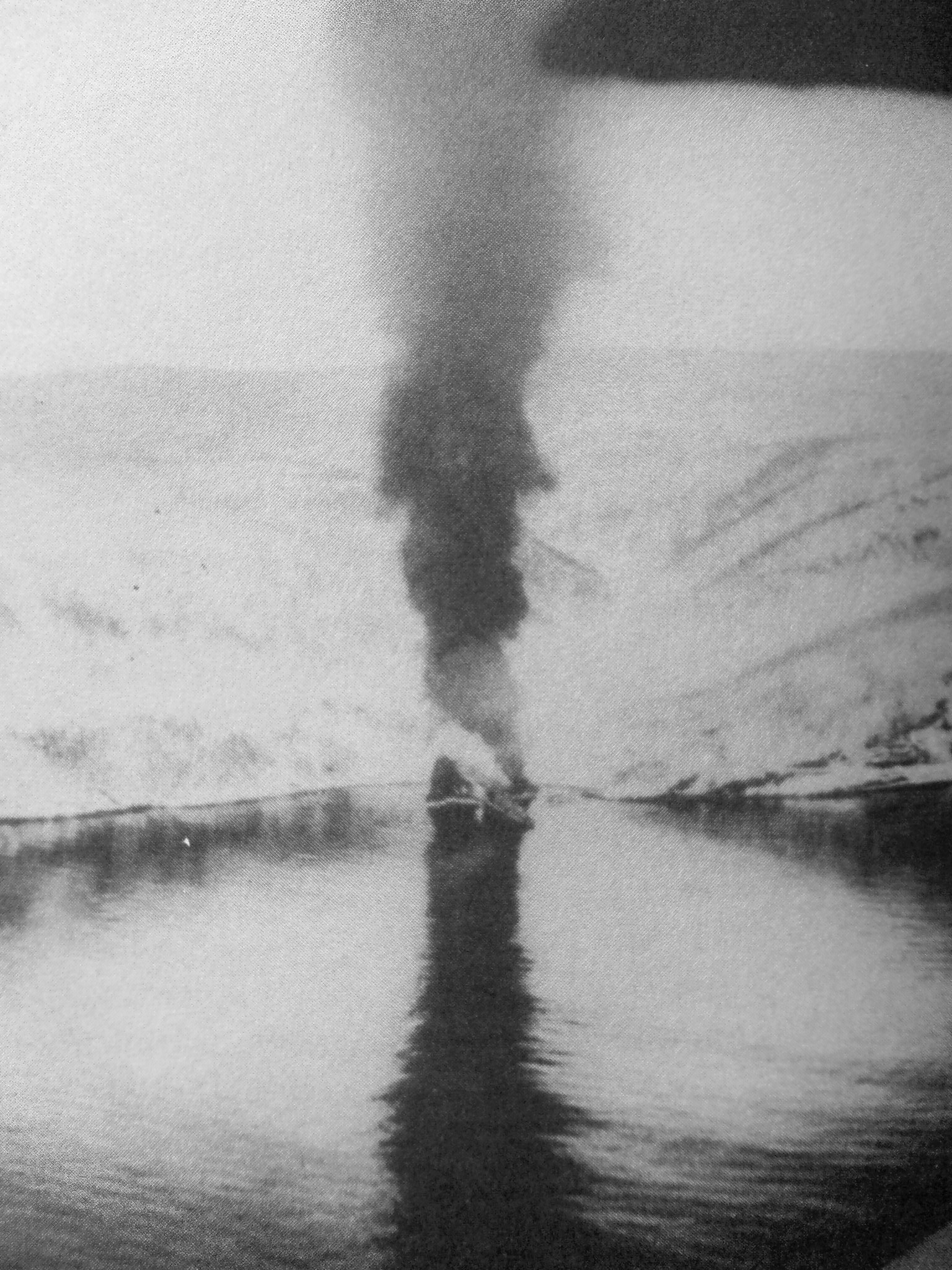
煙を上げるドイツの駆逐艦Z19ヘルマン・キュンネ。

## 海戦後
第1次ナルヴィク海戦と第2次ナルヴィク海戦の結果、ドイツ軍ナルヴィク攻略部隊の駆逐艦10隻は全滅した。生き残った駆逐艦乗員約2600名は、陸にあがり、ノルウェー軍の武器弾薬貯蔵庫から押収した制服、武器、弾薬を装備して、海軍歩兵となり、ディートル中将(4月18日昇格)の傘下で、山岳兵と共に地上戦を戦うことになった。
戦艦ウォースパイトを中心とするイギリス艦隊は、4月24日に再びフィヨルド内へ進入しナルヴィクを砲撃した。連合軍は5月28日にナルヴィクを奪回したが、6月8日には撤退し、ナルヴィクは再びドイツ軍に占領された。